# Дом № 13
«Дом №13» — советский короткометражный мультфильм 1945 года, созданный режиссёром Борисом Дёжкиным на киностудии «Союзмультфильм» по заказу НКВД СССР.

## Сюжет
На Лесной улице в доме №13 живёт молодая заячья пара. Они приглашают друзей на обед и начинают готовить еду, используя все имеющиеся нагревательные приборы — плитки, чайники, кастрюли. Однако из-за перегрузки электрических проводов происходит пожар, который уничтожает дом и всё имущество.

## Создатели
- Режиссёры, художники-постановщики: Борис Дёжкин, Геннадий Филиппов
- Авторы сценария: Алексей Симуков, Зиновий Калик
- Оператор: Елена Петрова
- Композитор: Георгий Милютин
- Звукорежиссёр: С. Ренский